# Никола Алабаков
Никола Секулов Алабаков (на английски: Nick Alabach, Ник Алабак, Nicholas Secula Alabach, Николас Алабак) е българо-американски предприемач и общественик, деец на българската емиграция в Съединените американски щати.

## Биография
Роден е в битолското село Брусник на 8 декември 1877 година. Завършва I клас. Емигрира в Съединените щати, където в 1905 година основава фирмата „Алабак Ко“, която бързо просперира. Заедно със сина си поддържат в Гранит Сити хотела „Линкълн“. Притежават и ресторант, агенция за параходни билети и парични преводи. Фирмата се занимава с различна търговия на едро и дребно - бакалски стоки, месо, електрически апарати, радиа.
Никола Алабаков е виден деец на българската емиграция в Северна Америка. Начело е на българската православна община в Гранит Сити. Той издава вестник „Македония“ (1907 – 1910), първият български емигрантски вестник, който е обърнат към българската емиграция от Македония и нейните проблеми. В специална притурка се публикуват материали от историята и новини за живота в старите земи. Алабаков има намерение да купи част от акциите на „Народен глас“ (1907 – 1950), ако вестникът си смени името.
Алабаков е активен деец на Македонската патриотична организация. Противник е на комунистическите тенденции сред емиграцията. На едно от мероприятията, по време на реч на Петър Ацев, е бит от комунисти.